# 耳蕨雜粉蝨
耳蕨雜粉蝨（学名：Mixaleyrodes polystichi）为粉蝨科雜粉蝨屬下的一个种。